# Pycnopsyche virginica
Pycnopsyche virginica là một loài Trichoptera trong họ Limnephilidae. Chúng phân bố ở miền Tân bắc.